# 上海浦东康桥工业园区
上海浦东康桥工业园区是中華人民共和國上海市浦東新區的一個產業園區，總面積26.88平方千米。上海浦东康桥工业园区成立於1992年5月，最初名為康橋工業區。1994年8月升級為上海市級工業區。2006年3月更名為上海浦东康桥工业园区。上海浦东康桥工业园区由康桥工业园区管理委員會負責管理，上海浦東康橋 (集團) 有限公司負責招商引資。